# Cessna 140
O Cessna 140 é um avião monomotor leve à pistão, de dois lugares, trem de pouso convencional, utilizado na aviação geral, desenvolvido e fabricado pela empresa norte-americana Cessna.  
A produção teve início em 1946, imediatamente após o fim da Segunda Guerra Mundial, encerrando-se em 1951. Teve ainda a versão 140A e a econômica versão 120. Foi sucedido pelo Cessna 150, um treinador semelhante de dois lugares que introduziu o trem de pouso triciclo. Foram produzidas 7 664 unidades.

## Projeto e desenvolvimento

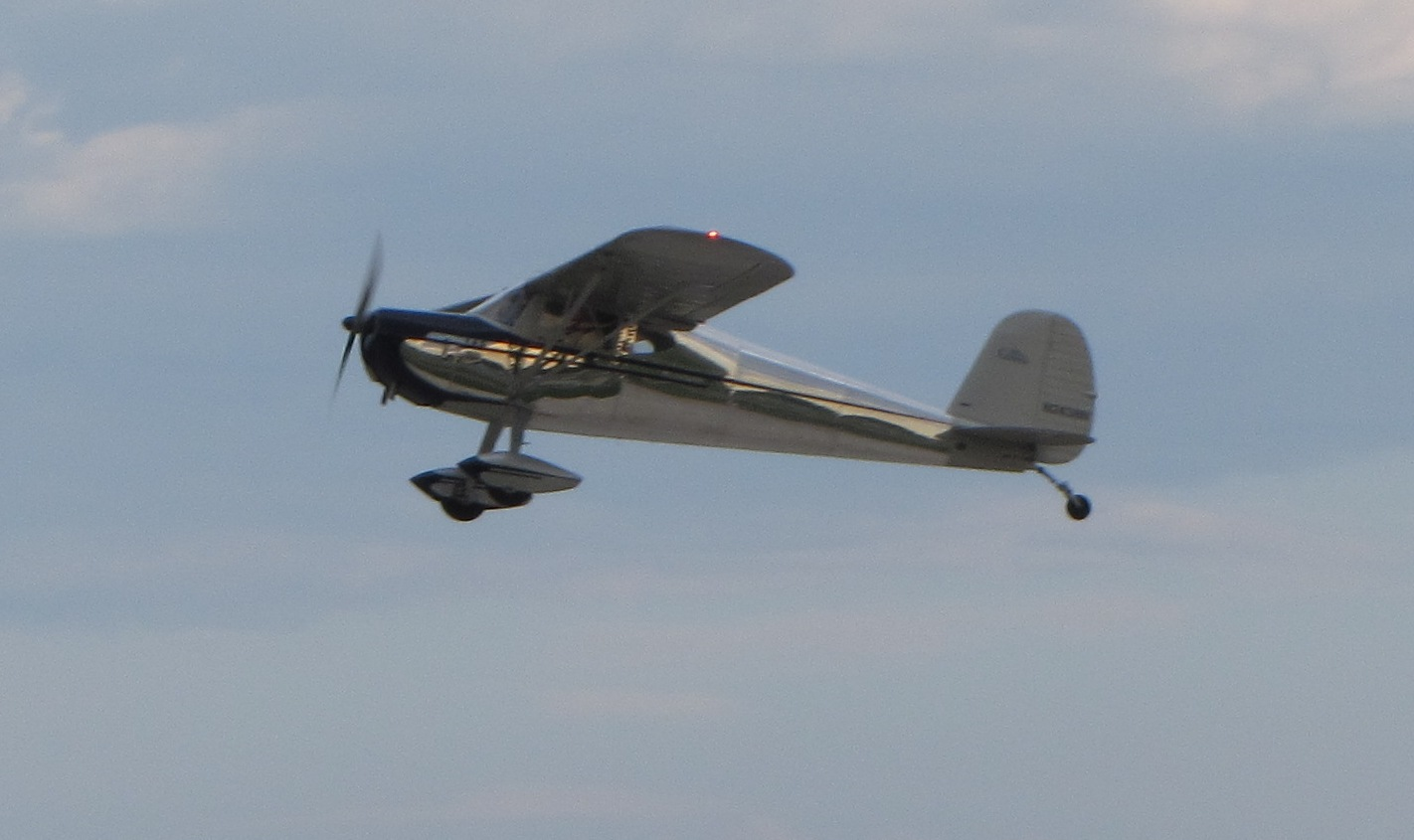
Decolagem de um Cessna 140

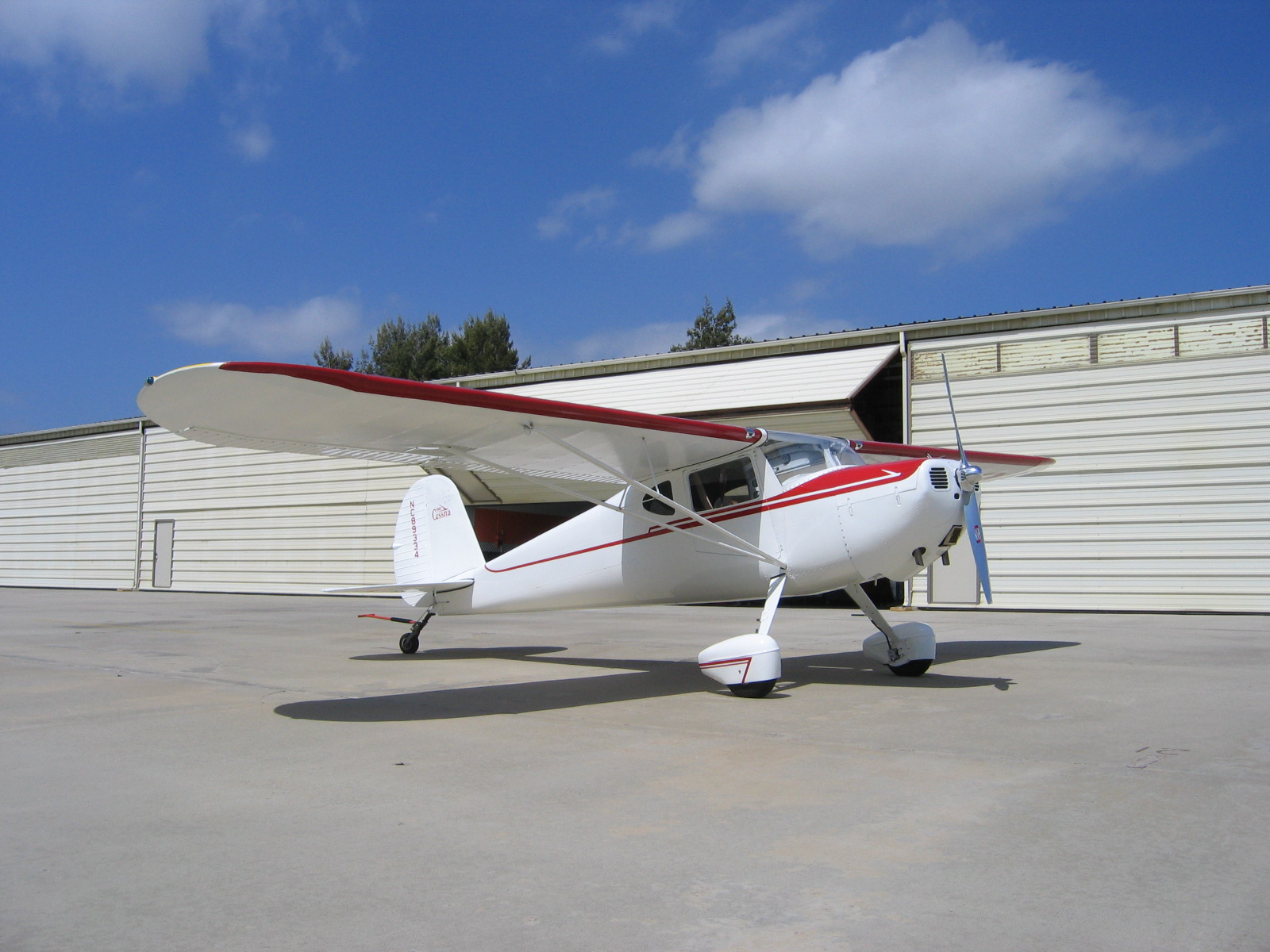
Cessna 140 restaurado

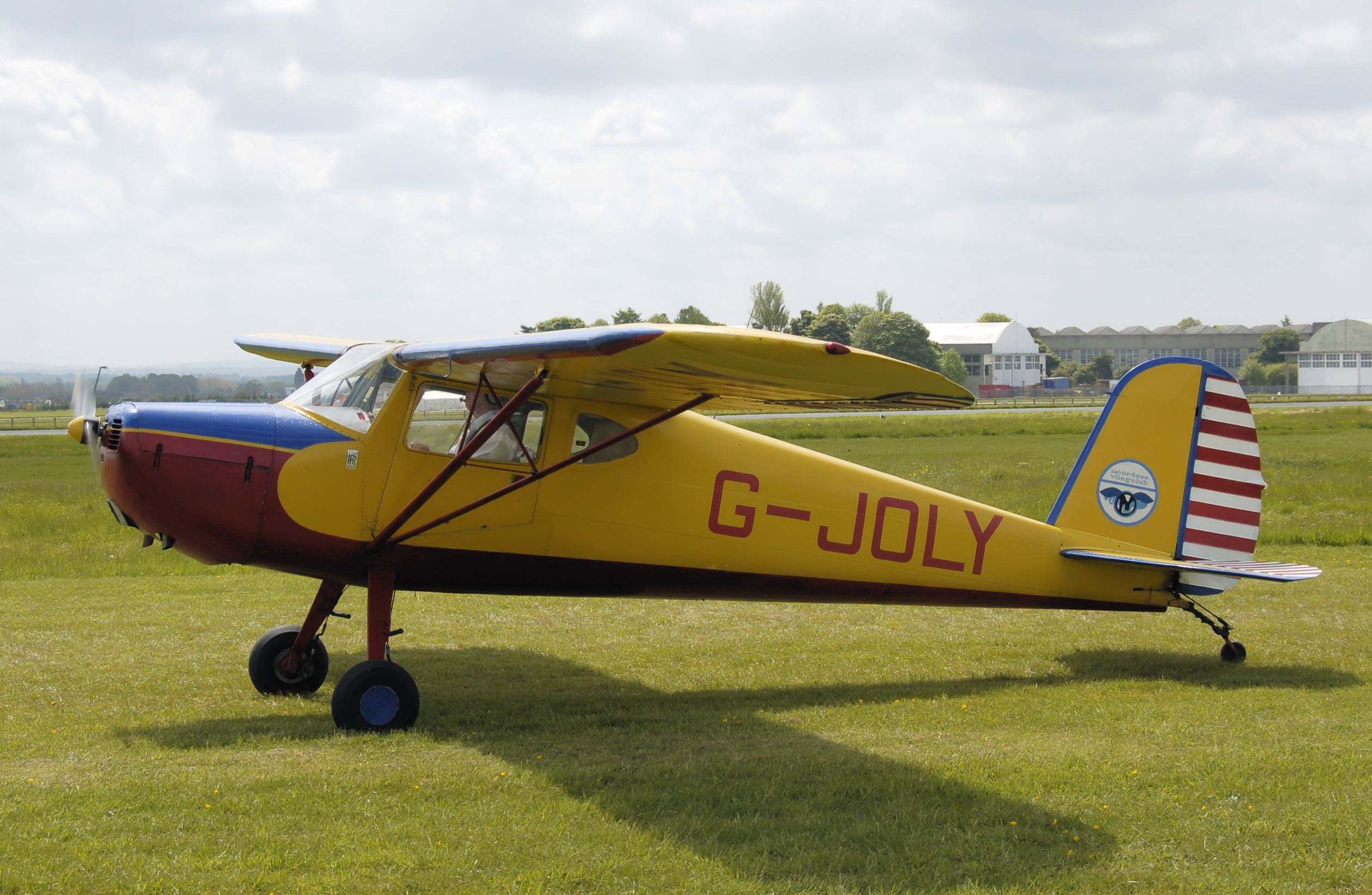
Cessna 120, de 1947

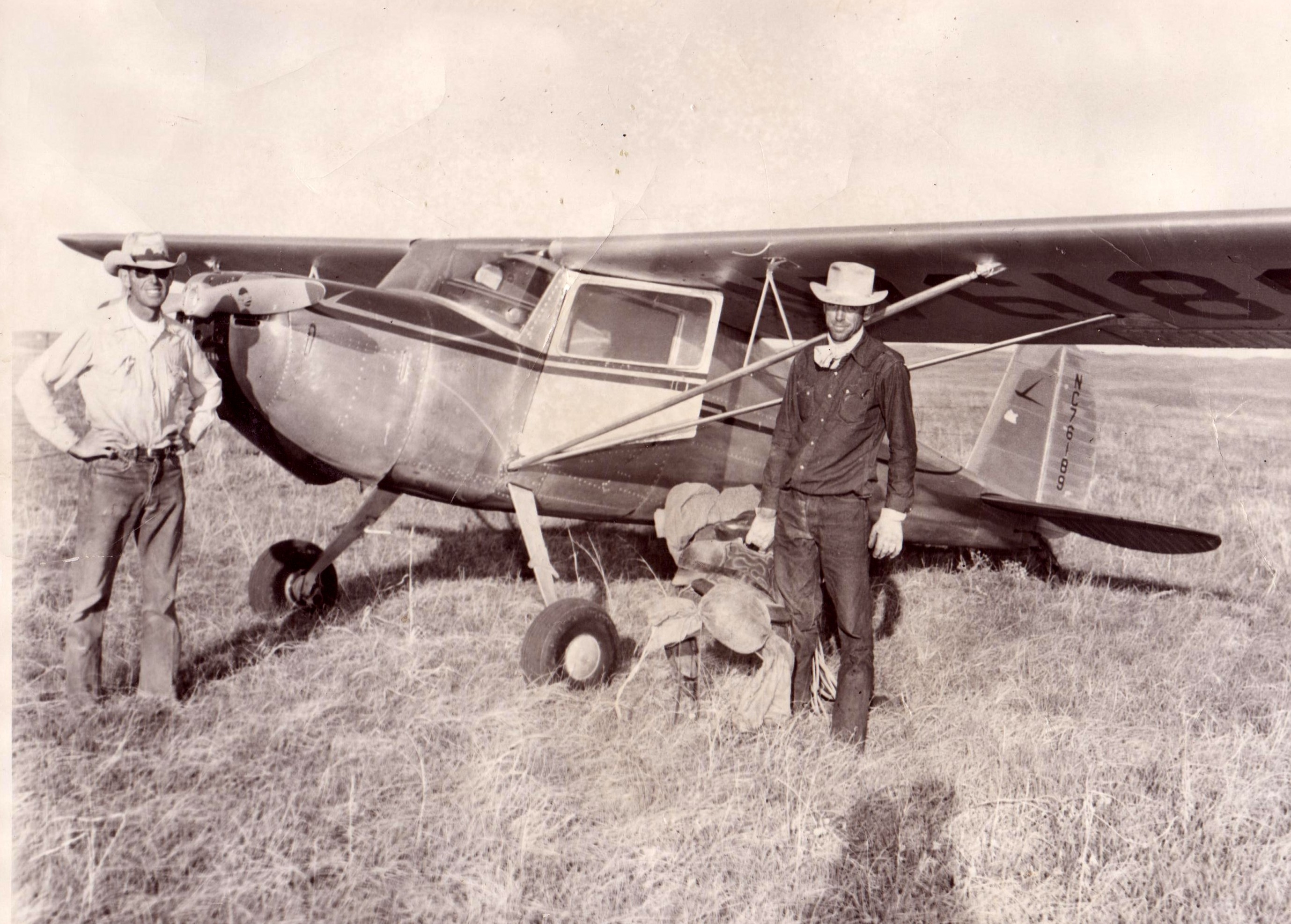
Cessna 120 (1946) em Nebraska (1964)

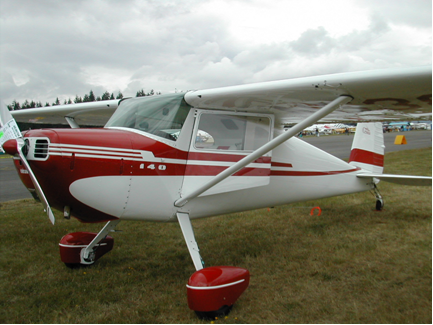
Um Cessna 140A com asa de estrutura única.

### Cessna 140
O Cessna 140 foi originalmente equipado com um motor Continental C-85-12 ou C-85-12F de quatro cilindros horizontais e opostos, refrigerado a ar, de 85 cv (63 kW). O Continental C-90-12F ou C-90-14F de 90 cv (67 kW) era opcional, assim como o motor Lycoming O-235-C1 de 108 cv (81 kW), uma instalação pós-venda autorizada no certificado de tipo. Este modelo tinha uma fuselagem de metal e asas de tecido com superfícies de controle de metal. O Cessna 170, maior, é um 140 de quatro lugares com um motor mais potente.

### Cessna 120
O Cessna 120 era uma versão econômica do modelo, produzido no mesmo período. Ele tem o mesmo motor do 140, mas sem flaps de asa. As janelas laterais "D" da cabine traseira e o sistema elétrico (rádios, luzes, bateria e partida) eram opcionais. Um Cessna 120 equipado com todas as opções de fábrica seria quase equivalente a um 140, mas a "International Cessna 120/140 Association" acredita que nenhum Cessna 120 foi originalmente construído dessa maneira. Apesar disso, em muitas décadas, proprietários tornaram seus Cessna 120 quase indistinguíveis de um 140, exceto pela ausência de flaps de asa. O modelo foi retirado da produção após a introdução do 140A,em 1949.

### Cessna 140A
Em 1949, a Cessna introduziu o 140A, uma nova variante com asas cobertas de alumínio e estruturas de asa simples, em vez das asas com estruturas de treliças duplas em "V", cobertas de tecido, usadas em modelos anteriores. Os motores padrão eram Continental C-90-12F, C-90-14F de 90 hp (67 kW), ou o Continental C-85-12, C-85-12F  com 85 hp (63 kW) como opcional. O suporte das rodas tipo mola de aço tinham sido deslocados 3 pol. (8 cm) para a frente nos modelos 120 e 140, no final de 1947, de forma que os extensores de roda não eram mais necessários para conter as tendências de tombamento do nariz durante a aplicação pesada dos freios. Todos os modelos 140A tinham esses suportes de roda aprimorados. Apesar dessas melhorias, as vendas da linha 140 vacilaram, e o 140A compreendeu apenas 7% da produção geral do 120/140.

## Modificações
As modificações comuns ao Cessna 120 e 140 incluem:
- Asas "metalizadas", onde o tecido é substituído por chapa de alumínio leve, eliminando a necessidade de substituição periódica.[1][5]
- Extensores do trem de pouso, de modo a reduzir a tendência da aeronave de tombar com a aplicação de frenagem forte. Esses eram equipamentos opcionais de fábrica.[5][9]
- Janelas laterais "D" da cabine traseira nos 120.[5]
- Sistemas elétricos no 120, permitindo aos proprietários  um starter elétrico, aviônicos mais sofisticados e/ou luzes para voos noturnos.[1][5]
- Motor mais potente. Uma conversão popular é substituir o C-85 ou C-90 original por um Continental O-200, de 100 hp (75 kW). Um kit está disponível é o Lycoming O-320, mas esta conversão é menos prevalente devido ao peso extra de aproximadamente 100 lb (45 kg) e um aumento acentuado no consumo de combustível.[5]

## Operadores

### Militares

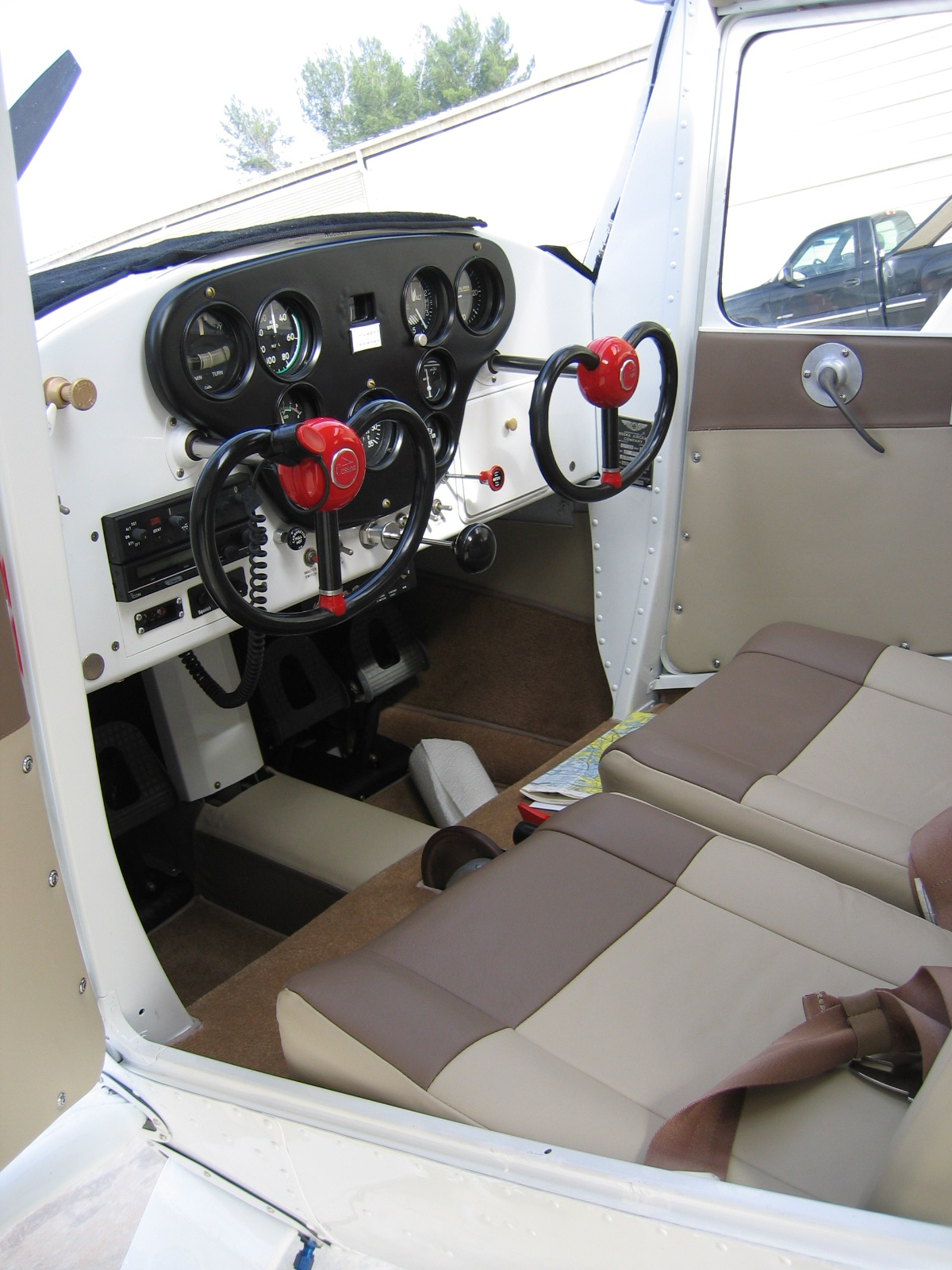
Interior de um Cessna 140

Guatemala
- Força Aérea da Guatemala[10]

 Nicarágua
- Força Aérea da Nicarágua[11]

## Especificações

### Características Gerais
- Tripulação: 1 Piloto
- Capacidade: 1 Passageiro
- Comprimento: 21 ft. (6,40 m)
- Wingspan: 32 ft (9,75 m)
- Área do rotor principal: 167 ft²
- Vazio: 770-900 lb (349-408Kg)
- Decolagem máxima: 1,450 lb (657,57 kg)
- Alimentação: 1x Continental C-85-12

### Performance
- Velocidade de Cruzeiro: 94 kts
- Escalas: 395 milhas
- Tecto: 15,500 ft
- Taxa de subida: 750 ft/min

## Modelos
- AgWagon e AgTruck
- Cessna 140
- Cessna 150
- Cessna 152
- Cessna 172
- Cessna 175
- Cessna 177
- Cessna 180
- Cessna 182
- Cessna 185
- Cessna 205 e 206 Stationair
- Cessna 208
- Cessna 210
- Cessna 303
- Cessna 310
- Cessna 337
- Cessna 402
- Cessna Citation X
- Cessna T-37

Desenvolvimento relacionado
- Cessna 150
- Cessna 170

Aeronave comparável
- Aeronca Chief
- ERCO Ercoupe
- Fleet Canuck
- Luscombe 8
- Taylorcraft B
- Piper Vagabond